# فتاة قطة

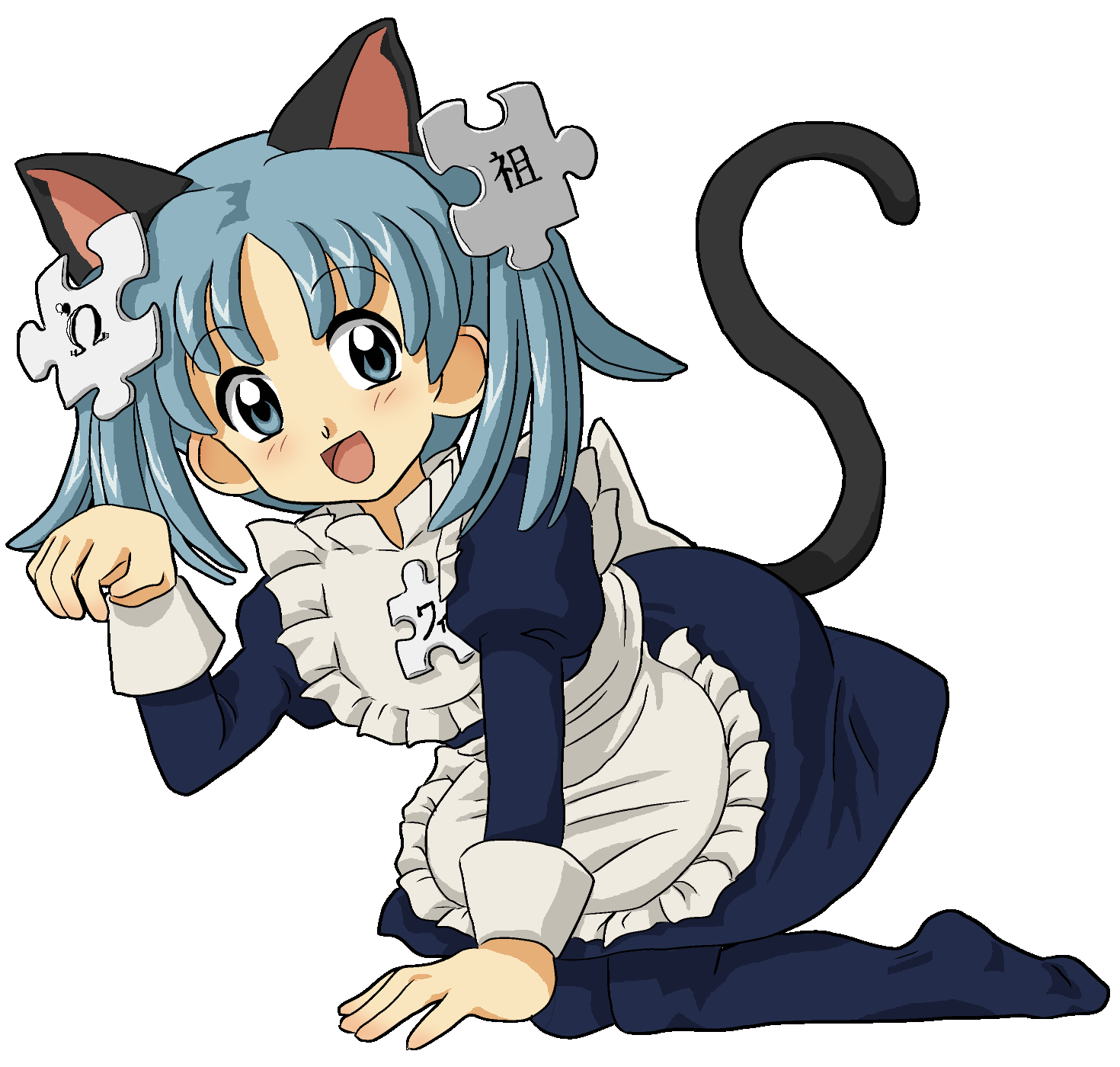
شخصية ويكيبي-تان بهيئة فتاة قطة.

الفتاة-القطة (باليابانية:猫耳؛ تلفظ: نيكوميمي) هي شخصية خيالية غالباً أنثوية هجينة بين البشر والقطط، يمكن إيجاد هذا النوع من الشخصيات بشكل واسع في الأعمال الفنية اليابانية الخيالية في الأنمي والمانغا والألعاب على وجه الخصوص.

## التسمية
التسمية اليابانية نيكوميمي (حرفياً تعني: أذن القطة) أي أنها لا تشير إلى جنس الشخصية على وجه الخصوص، فمن الممكن أن توجد شخصيات ذكورية هجينة مع القطط بنفس الإختلافات والمميزات إلا أنها نادرة مقارنةً بالشخصيات الأنثوية لهذا يشار يترجم المصطلح إلى صيغة الأنثى غالباً.

## الهيئة العامة
تملك شخصية الفتاة-القطة عدة صفات أساسية، فبشكل عام تظهر بجسد أنثى بشرية تمتلك عادة أذنا وذيل قطة، إلا أن هناك صفات أخرى أكثر تفصيلاً قد تظهر تبعاً لنوع ودور الشخصية:
من الناحية الجسمية قد تمتلك الشخصية (عيون وأنف وأنياب قطة؛ وحتى فراء وكفوف ومخالب) مما يجعلها أقرب إلى القطط من البشر.
ومن ناحية السلوك قد تمتلك صفات (كسرعة وخفة الحركة والرؤية في الظلام وقدرة عالية على تحسس الأصوات والخطر).
وعادة ما تلحق الفتاة القطة كلامها بلاحقة «مياو» (باليابانية: にゃん؛ تلفظ: نيان) دلالة على صوت مواء القطة.

## التاريخ
يعود أول ظهور لهذه الشخصيات بشكلها الحديث إلى عام 1924 عندما نشر كتاب «اليوم الرابع من شهر النرجس؛水仙月の四日» لمؤلف قصص الأطفال الياباني كينجي ميازاوا ظهرت شخصية «يوكيبانغو» على شكل فتاة جميلة بأذنا قطة.
أول أنمي تضمن شخصية من هذا النوع هو أنمي ذيل الملك "Osama no Shippo" الذي صدر عام 1949 من قبل ميتسويو سيو.
في عام 1978، زادت شعبية الشخصيات من نوع الفتاة-القطة كثيرة بعد بدء صدور مانغا «نجم بلاد القطن»، وبعد عام 1990 أصبحت هذه الشخصيات شائعة كثيراً في المانغا والأنمي، ومنذ ذلك الوقت ظهرت شخصية الفتاة-القطة إعلامياً في وسائل مختلفة حول العالم وتم تطوير عدد من الثقافات الفرعية لمظهر الشخصية في الأحداث والمهرجانات حول العالم كمهرجان نيكوكون [الإنجليزية].

## ردود الفعل
إعتبر الفيلسوف الياباني هيروكي آزوما بأن صفات شخصية الفتاة-القطة كالأذنان ونمط الحديث هي من «عناصر-الموي»، وذكر بأنه على الرغم من أن بعض الإيحاءات الجنسية في ثقافة الأوتاكو تستخدم صورة الفتاة-القطة، الا أن القليل من الأوتاكو لديهم ما يكفي من الوعي الجنسي لإدراك كيف يمكن إعتبار هذا التصوير منحرفاً بالواقع، فهو يرى أن الأشخاص الأوتاكو على الرغم من إستهلاكهم للعديد من التصويرات المنحرفة غير أنهم من ناحية أخرى محافظين بشكل مفاجئ تجاه الإنحراف الفعلي.

## روابط خارجية
- موقع "Anime-planet" شخصيات الأنمي والمانغا بتصنيف فتاة-قطة
- قاعدة بيانات شخصيات الأنمي (تصنيف قطة)